# گابریل روبین
گابریل روبین (فرانسوی: Gabrielle Robinne‎؛ ۱ ژوئیهٔ ۱۸۸۶ – ۱۸ دسامبر ۱۹۸۰) یک هنرپیشه اهل فرانسه بود. وی بین سال‌های ۱۹۰۴ تا ۱۹۷۳ میلادی فعالیت می‌کرد.